# Palácio Bonde
O Palácio Bonde (Bondeska palatset em sueco) é um palácio situado na zona de Gamla stan, a cidade velha de Estocolmo, Suécia. Alberga a Suprema Corte da Suécia, desde 1949.